# Polština
Polština (polsky język polski, polszczyzna) je západoslovanský jazyk, úřední jazyk Polska a jeden z oficiálních jazyků Evropské unie. Odhaduje se[kým?], že je mateřským jazykem asi 44 milionů lidí. Polsky se mluví nejen v Polsku, ale i na územích sousedních států s polskou menšinou – v Česku (Těšínsko), na Slovensku, Ukrajině, v Bělorusku, v Litvě. V důsledku mnoha vystěhovaleckých vln od konce 19. století letech existují polsky hovořící menšiny ve velké části světa.
Polština je blízká češtině podobně jako obě lužické srbštiny, ale méně než slovenština. Jednotlivé západoslovanské jazyky se za společného západoslovanského prajazyka začaly vydělovat ve vrcholném středověku, ale ještě ve 14. století si Češi a Poláci celkem dobře rozuměli. Řada církevních slov je podobná češtině i z toho důvodu, že Poláci přejali křesťanství od Čechů. V průběhu staletí polština přejala mnoho slov cizího původu (zejména z latiny, francouzštiny, němčiny a češtiny) a nedošlo v ní k výraznějším puristickým zásahům. Na pomezí polštiny a češtiny je těšínské nářečí používané na severovýchodě Česka, v regionu Těšínské Slezsko. V polštině existuje i řada jiných dialektů, někdy chápaných jako samostatné jazyky, například slezština a kašubština.

## Přízvuk
Přízvuk je (podobně jako v italštině) většinou na předposlední slabice, penultimě. V pečlivé výslovnosti přitom vede k mírnému prodloužení samohlásky na polodlouhou (ne na českou dlouhou), např. kwadratowy – kfadrato'vy (čtvercový, čtverečný). Přízvuk se nijak nevyznačuje.

## Hlásky a jejich znaky
Pravopis je, podobně jako český, téměř plně fonetický s několika výjimkami.

### Abeceda
Dále uvedená abeceda je srovnána podle standardního abecedního řazení.
| A | Ą | B | C | Ć | D | E | Ę | F | G | H | I | J | K | L | Ł | M | N | Ń | O | Ó | P | R | S | Ś | T | U | W | Y | Z | Ź | Ż |  |
| a | ą | b | c | ć | d | e | ę | f | g | h | i | j | k | l | ł | m | n | ń | o | ó | p | r | s | ś | t | u | w | y | z | ź | ż |  |
Polská abeceda obsahuje základní latinskou abecedu, k ní navíc ještě následující grafémy s 4 odlišujícími značkami, s diakritikou, vyjma ó, odlišnou od české:
- s ocáskem (ogonek) ą, ę
- s přeškrtnutím ł
- s čárkou (kreska) ć, ś, ź, ń a ó
- s tečkou (kropka) ż

Naopak nezahrnuje v, q a x. V psané polštině se s výjimkou nových cizích slov tato písmena nevyskytují. Používá se „w“, „kw“ a „ks“, které se ve výslovnosti neliší od českých „v“, „q“ a „x“. V slovnících se případně řadí podle obvyklého latinkového umístění: ..., u, v, w, x, y, ...
Nestandardně se užívá i grafická varianta vodorovně škrtnuté „ƶ“ místo „ż“.

#### Hláskování
Hláskuje se v zásadě jako v češtině, ovšem jen krátce.
Jedinými rozdíly jsou v, w, h, ch a y:
- ch se hláskuje jako [ce-cha],
- samotné h jako [cha],
- v se hláskuje [fau] (podle němčiny),
- w jako [vu] (oproti češtině, která hovoří o dvojitém vé, jakoby „vv“).
- y jako [igrek]

### Spřežky
Řada hlásek se zapisuje spřežkami:
- jednoduchými: ch (vedle „h“), cz, sz, rz, dz, dż a
- celá řada změkčených souhlásek před samohláskou (a, e, o, u) přípisem „i“ podle vzoru „xi-“:

Žádná spřežka, ani „ch“, nemá v abecedním řazení status samostatného písmene, ale jen dílčích znaků. Proto se řadí v polském slovníku „chleb“ za „cesarz“, ale před „cicho“.
V polském pravopisu jsou zachovány některé jevy, které čeština opustila, zejména právě spřežky, které čeština v novověku nahradila písmeny s diakritikou.

### Samohlásky
|          | Přední | Střední | Zadní |
| -------- | ------ | ------- | ----- |
| Uzavřené | i      | ɨ       | u     |
| Středové | ɛ      |         | ɔ     |
| Otevřené |        | a       |       |

Samohlásky jsou většinou stejné (a, e, i, o, u) jako v češtině, s výjimkou „y“ [ɨ].
Samohlásky i/y se ve výslovnosti zásadně liší, podobně jako např. v ruštině. Lze tedy podle výslovnosti rozlišit być [bɨt͡ɕ] (být) a bić [bit͡ɕ] (bít).
V polštině neexistují dlouhé samohlásky, všechny samohlásky mají stejnou délku.

#### Písmeno ó
Písmeno ó se čte jako samohláska u, není žádný rozdíl ve výslovnosti ó a u. Čárka neoznačuje délku samohlásky, ale je vnímána jako přehláska.
Písmeno ó často ve slovech odpovídá českému ů a při ohýbání slov skutečně střídá s o, podobně jako v češtině: wóz [vuz] / do wozu [do vozu].
Nezvykle a neintuitivně však ó může znít zejména při zdánlivé shodě českých výrazů nebo názvů s polskými. Ku příkladu názvy obcí končící „-ów“ v ostatních tvarech mají základ na „-ow“: Krakov je polsky Kraków [krakuf], ale např. v 6. pádu je hlásková podoba shodná s českou – Krakowie [krakovje].

#### Nosové samohlásky ę a ą
Nosovost samohlásky, její nosové zakončení, se vyznačuje spodním ocáskem (polsky a v mezinárodních znakových sadách „ogonek“) k základnímu písmenu „e“ a „a“. Hláska „ę“ se vyslovuje jako nazální „e“ [ɛ̃], ale hláska „ą“ se vyslovuje jako nazální „o“ [ɔ̃], nikoliv „a“ [ã]. V dnešní době se ovšem spíše považují v polštině za samohlásky [a] a [ɔ] následované nasální labiovelární aproximantou [w̃] – [aw̃] a [ɔw̃].
 Samohláska psaná ę
Samohlásku ę vyslovujeme
- před s, z, sz a ż nosově [e], jako [ę], např.: klęska, węży
- na konci slova a před l nebo ł jako [e], např. widzę tę ulicę, wzięła, zdjęli
- před b nebo p jako slabičné [em], např. zęby, dęby, następny
- před k, g, t, d, c, dz a cz jako slabičné [en], např. ręka, piętro
- před ć a dź jako slabičné [eň], se změkčením z následující měkké souhlásky, např. pięć, będzie, sędzia

V současnosti se vyskytují tendence vyslovovat hyperspisovně nosově samohlásku „ę“ i tam, kde se podle standardu číst nemá (např.: się vyslovované jako [śę] namísto [śe]. To je přijatelné jen v jevištním přednesu (podobně u výslovnosti „ł“).
Samohláska psaná ą 
Samohlásku ą vyslovujeme podle pravidel obdobných jako pro ę:
- před ż, sz a s nosově [ɔ̃] např.: wciąż, wąska
- před l a ł jako [ɔ], např. wziął, zdjął
- před b a p jako slabičné [ɔm], např. rąbać, ząb, stąpać
- před k, g, t, d, c, dz a cz jako slabičné [ɔn], např. pociąg, gorący
- před ć nebo dź jako slabičné [ɔň], kdy je změkčení zpětně přebíráno z následující měkké souhlásky, např. zacząć
- na konci slova (odlišné pravidlo oproti „ę“) kde standard připouští [ɔ̃]. Např. z mamą [z mamɔ̃], idą tą ulicą. V hovorové praxi se různí podle dialektu. Typická krajová je výslovnost [ɔm] pro přímořská vojvodství; starší lidé na Podlesí zase podobně jako Moraváci vyslovují samotné [ɔ].

### Souhlásky
|              |              | Labiála | Alveolára | Retroflexní | Alveolopalatála | Velára | Velára |
| prostá       | měkčená      | Labiála | Alveolára | Retroflexní | Alveolopalatála |        |        |
| ------------ | ------------ | ------- | --------- | ----------- | --------------- | ------ | ------ |
| Nazála       | Nazála       | m       | n         |             | ɲ               |        |        |
| Ploziva      | Neznělé      | p       | t         |             |                 | k      | kʲ     |
| Ploziva      | Znělé        | b       | d         |             |                 | g      | ɡʲ     |
| Afrikáta     | Neznělé      |         | t͡s        | t͡ʂ          | t͡ɕ              |        |        |
| Afrikáta     | Znělé        |         | d͡z        | d͡ʐ          | d͡ʑ              |        |        |
| Frikativa    | Neznělé      | f       | s         | ʂ           | ɕ               | x      | xʲ     |
| Frikativa    | Znělé        | v       | z         | ʐ           | ʑ               |        |        |
| Vibranta     | Vibranta     |         | r         |             |                 |        |        |
| Approximanta | Approximanta |         | l         |             | j               | w      |        |

Hlásky h/ch se ve výslovnosti od sebe neliší, takže i zde mají školáci i dospělí často problém, co napsat. Krajově lze zachytit výslovnost h zněle, ch nezněle.
Hlásky r a l nejsou slabikotvorné, na rozdíl od češtiny, takže třeba
- místo českého ví-tr Poláci říkají v jedné slabice wiatr
- nebo naopak dodávají samohlásky, takže v polském podání zní řeka Vl-ta-va jako Weł-ta-wa.

Polské ł se vyslovuje jako souhláskové, neslabičné „u“, jako anglické w; jen archaicky, v jevištní řeči, například v historických filmech, jako temné l, stejně jako v ruštině. Příklad: ławka – uafka (lavice), łąka – uonka (louka). Naproti tomu l se proti češtině vyslovuje malinko měkčeji, ale výrazně měkčeji před i, podobně jako slovenské ľ. Omyl v tomto písmenku může znamenat úplně jiné slovo:
- laska [laska], česky hůl, prut nebo lískovka, přeneseně i šiška salámu,
- łaska [uaska] – milost (královská, prezidentská), laskavost.

#### Spodoba
Podobně jako v češtině dochází ke spodobě (přizpůsobení) znělosti podle následující hlásky, např. wprost [fprost].
Naproti tomu spodoba může být i podle předcházející hlásky: trzy čteno tšy (česky obdobně neznělé ř), oproti znělému rz [ż] v drzewo (strom, česky obdobně znělé ř v dřevo). Ale i twarz, twój, kwiecień se čte [tfaš], [tfuj], [kf´ećeň].

#### Změkčování souhlásek čárkou a pomocí „i“
K dokonalé výslovnosti pak patří i měkká výslovnost souhlásek, jejichž měkkost v češtině není a po kterých v písmu následuje i, a u nichž si změkčení Češi často ani nevšimnou. Měkké „i“ po souhlásce má vždy význam změkčení předchozí souhlásky, po které následuje, je tak významově změkčující, jako diakritické znaménko čárka nad souhláskou, ne jako další slabika. Pro české čtenáře je pak obtížné napodobit přesné znění změkčených hlásek, jako p, m, k : kierowca, giełda, mi (vysloveného měkce na rozdíl od my, se stejnými významy jako v češtině), lipiec se změkčenými k´, g´, m´, l´ a p´. Tato měkká výslovnost se uplatňuje i po změkčujícím k, g následovaným „e“ např. ve jménech s takovým starým pravopisem (Geremek, čteno G´je- stejně jako v Gierek). Obecně se v polštině po k, g, f píše měkké i a ne y jako v češtině, např. výraz „lekcje fizyki“ je podle polské gramatiky a pravopisu správně.
Skupiny samohlásek ia, ie, io, iu (ió), i pokud následují za souhláskami (v češtině obojetnými a k a g) kromě s, z, c a dz, viz dále), se dají náhradně vyslovit jako ja, jo, ju, ji , avšak nikoliv jako v češtině dvouslabičně ija, ije, ijo, iju, iji. Např. piach [p´ach], wioska, pióro [p´uro] (pero), kiur, w oranżerii [v oranžer-ji]. Skupina mie se vyslovuje vždy m´e/mje; tedy podobně jako v moravským „mě“ a ne „mně“. Osobní zájmeno „mně“, se vyslovuje stejně i polsky a zapisuje „mnie“.
Polština na rozdíl od češtiny nezměkčuje v pravopise souhlásku t na „ť“, ale na „ć“ (před samohláskou psané „ci“, viz dále), které má zpravidla obdobné umístění ve slovech příbuzných českým, je ekvivalentem českého ť.
Polské ń se vyslovuje jako české ň bez rozdílu. Před samohláskami je také vždy psané jako „ni“, např. Toruń, bez Torunia; (podobně jako v češtině) před měkkým i se změkčující diakritické znaménko nepíše. V polštině se ovšem toto pravidlo o „ušetřeném“ znaménku před „-i-“ týká všech písmen.

#### Sykavky a měkčení
| písmeno |  | měkké   | měkké     |  | tvrdé             |
| ------- |  | ------- | --------- |  | ----------------- |
| c       |  | ć [t͡ɕ]  | ci [t͡ɕi]  |  | cz [t͡ʂ] czy [t͡ʂɨ] |
| dz      |  | dź [d͡ʑ] | dzi [d͡ʑi] |  | dż [d͡ʐ] dży [d͡ʐɨ] |
| n       |  | ń [ɲ]   | ni [ɲi]   |  | -                 |
| r       |  | -       | -         |  | rz [ʐ] rzy [ʐɨ]   |
| s       |  | ś [ɕ]   | si [ɕi]   |  | sz [ʂ] szy [ʂɨ]   |
| t       |  | -       | -         |  | -                 |
| z       |  | ź [ʑ]   | zi [ʑi]   |  | ż [ʐ] ży [ʐɨ]     |

V polštině jsou tři řady sykavek – prosté, měkké a tvrdé, tedy kromě prostých sykavek se rozlišují dvě řady zadodásňových sykavek – měkké ś, ź, ć a dź, vyslovované se hřbetem jazyka posunutým k tvrdému patru (palatalizované), a tvrdé sz, ż, cz, a dż, vyslovované se špičkou jazyka obrácenou k tvrdému patru (retroflexní).
Například:
- sypialnia [sɨpjalɲa] (ložnice),
- śruba [ɕruba] (šroub), siwy [ɕivɨ] (šedý, sivý),
- szycie [ʂɨt͡ɕɛ] (šití)

#### Prosté sykavky
Prosté sykavky v polštině jsou c, dz, s, z a českým mluvčím nečiní žádné obtíže.
Dvojznak dz, například dzwon (zvon), widzę (vidím), se v češtině neuznává, tuto hlásku čeština oficiálně nemá. Souběh „-dz-“ se má v češtině číst odděleně, např. „od-zvonit“, ale hovorově se zde často slučuje do hlásky „dz“.

#### Měkké sykavky
Polština má dále měkké sykavky ć, dź, ś, ź, takto s čárkou psané před souhláskami (śruba, leśny). Před samohláskami se zapisují jako spřežka „xi“ s nevysloveným i - např. ciasto (těsto), siebie (sebe), dziś (dnes), poziom (úroveň), dziura (díra). Tato měkká řada sykavek odpovídá českým hláskám ť, ď, s a z. Měkké sykavky se vyslovují pomocí zadní části jazyka, „patlavě“, pro Čecha nesnadno, výslovností měkčí a s lehkým třením a rty nejlépe navzájem blízko, kdežto ty tvrdé (cz, dż, sz, ż) přední částí jazyka zpravidla s okrouhlými rty. Příkladem je jméno „Franciszek“, kde se ci vyslovuje jako ještě měkčí „-či-“ než v češtině, blízko „ti“. V tomtéž slově „-sze-“ naopak správně zní tvrději než v češtině.
Pokud jde přímo o hlásku i v si, zi, ci, dzi, ta se před „i“ (stejně jako v češtině) pravopisně nezdvojí a vyslovují se tyto skupiny jako śi, źi, ći, dźi, např. siny, zima (zima), cichy (tichý), dziwny (divný).
Přidáním i při změkčení dvojznaku dz před samohláskou (kromě „i“) získáme jeho variantu dzi, jediný polský trojznak, trigraf, například dziennik [dźennik], blízko českému [ď] [ďennik] (deník), nebo dziura (díra).

#### Tvrdé sykavky
A konečně je v polštině i třetí řada tvrdých sykavek:
cz, dż, sz, ż, k nimž můžeme přihrnout i rz s výslovností totožnou, jako ż nebo sz ,
funkčně odpovídající českým
č, dž, š, ž a „ř“
Česká č, dž, š, ž jsou co do tvrdosti mezi polskými měkkými a tvrdými hláskami blíže tvrdým a také jazyk je při výslovnosti polských hlásek mezi oběma polohami. 
Polský zápis občas, obvykle pro ozvláštnění nápisů, na místo tečkovaného ż použije vodorovně přeškrtnuté ƶ.
Polské rz se ve výslovnosti neliší od ż, funkčně je na stejném místě jako české ř. Proto také Poláci mají při psaní problém, kde se píše rz a kde ż, podle zvuku to nepoznají a musí se jeho použití učit nazpaměť - obdobně jako Češi se musí učit, kde se v češtině píše jaké „i/y“. V polštině se po rz i ż vždy píše y, protože jde o tvrdé souhlásky.
Příklady různých sykavek: morze (moře) se vyslovuje zcela stejně jako może (může).
Rozdíl se však pozná v jiném tvaru slova:
- v jiném pádě „nad morzem“ (u moře)
- nebo v jiné osobě „mogę“ (mohu).

## Ohýbání slov

### Skloňování
Polština má stejně jako čeština 7 pádů (polsky przypadek, pl. przypadki), pádové otázky jsou stejné jako v češtině. Pořadí pádů je také stejné, s jednou výjimkou, vokativ a instrumentál mají v porovnání s češtinou opačné pozice: vokativ (v češtině 5. pád) je v polštině 7. pád a instrumentál (v češtině 7. pád) je v polštině 5. pádem.
V následujícím přehledu jsou uvedeny jejich názvy, které se opravdu užívají - oproti češtině, kde o nich častěji mluvíme podle jejich pořadí. V závorkách jsou pádové otázky, rovněž prakticky shodné s češtinou:
1. mianownik (kto? co?)
2. dopełniacz (kogo? czego?)
3. celownik (komu? czemu?)
4. biernik (kogo? co?)
5. narzędnik ((z) kim? (z) czym?)
6. miejscownik (o kim? o czym?)
7. wołacz

Stejně jako v češtině jsou dvě gramatická čísla:
- jednotné (liczba pojedyncza, zkratka: l. p.)
- množné (liczba mnoga, zkratka: l. m.)

Pravidla skloňování jsou velmi obdobná českému a sama o sobě téměř neztěžují českému porozumění polské promluvě nebo textu a naopak. Také jejich význam a užití ve větě je prakticky totožný. Zachoval se ale genitiv (2. pád, dopełniacz) v negativní existenciální větě (tzv. záporový genitiv; obdobně v ruštině), v češtině zaniklý, např. „Ten tu není.“ je polsky „Tego tu nie ma.“

## Vyjadřování zdvořilosti
Odstupňování společenského vyjadřování respektu je i gramaticky bohatší, než české.
1. standardní přátelské tykání, stejné jako české,
2. zdvořilé oslovení a časování v 3. osobě na místě českého vykání zvláštní formou onkání, oslovování ve třetí osobě slovem pan (v množném čísle panowie) nebo pani (v množném čísle panie), vůči smíšené společnosti państwo. V doslovném překladu do češtiny polské otázky „Czy mógłby mi pan powiedzieć, gdzie jest pana (pański) samochód?“ by byla: Mohl by mi pán říci, kde je pána (příp. panské, vaše) auto?, ve správném překladu: Mohl byste mi říci, kde je vaše auto?
3. je možná také přesná obdoba českého (a ruského nebo francouzského) vykání v 2. osobě. Tu používali polští komunisté v PSDS ve spojení s oslovením towarzyszu, towarzyszko, towarzysze (soudruhu, soudružko, soudruzi) a za jejich vlády i většina ostatních Poláků.
4. zvláštní variantou je smíšené tykání (s 2. osobou slovesa) a s oslovením „pan“, „pani“, je to částečně nezdvořilé a částečně znamení jisté důvěrnosti. Mohou se tak oslovovat známí sousedé, jakož i řidiči, kteří si chtějí něco „vyříkat“, kdo měl dát komu přednost, kde by se česky přešlo na tykání. Např. s významem: Copak pán nevidíš, že jedu z pravé strany?! Musíš mi pán dát přednost!

## Příklady

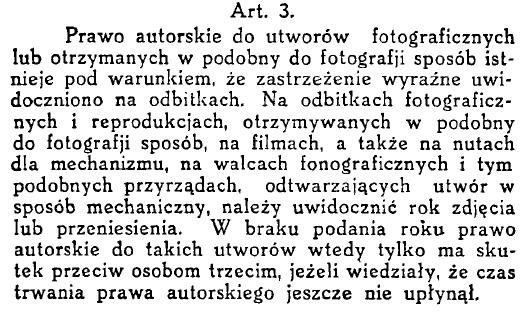
Polský text z roku 1926.

### Číslovky
| Polsky   | Česky |
| jeden    | jeden |
| dwa      | dva   |
| trzy     | tři   |
| cztery   | čtyři |
| pięć     | pět   |
| sześć    | šest  |
| siedem   | sedm  |
| osiem    | osm   |
| dziewięć | devět |
| dziesięć | deset |

## Vzorový text

### Všeobecná deklarace lidských práv
| polsky | Wszyscy ludzie rodzą się wolni i równi pod względem swej godności i swych praw. Są oni obdarzeni rozumem i sumieniem i powinni postępować wobec innych w duchu braterstwa. |
| česky  | Všichni lidé se rodí svobodní a sobě rovní co do důstojnosti a práv. Jsou nadáni rozumem a svědomím a mají spolu jednat v duchu bratrství.                                 |